# Typhlonyphia reimoseri meridionalis
Typhlonyphia reimoseri meridionalis is een spinnenondersoort in de taxonomische indeling van de hangmatspinnen (Linyphiidae).
Het dier behoort tot het geslacht Typhlonyphia. De wetenschappelijke naam van de soort werd voor het eerst geldig gepubliceerd in 1978 door Josef Kratochvíl.